# Wilde. Historia pisarza
Wilde. Historia pisarza (ang. Wilde) – brytyjsko-niemiecko-japoński film biograficzny z 1997 roku w reżyserii Briana Gilberta. Scenariusz, autorstwa Juliana Mitchella, powstał na podstawie książki Richarda Ellmanna o życiu Oscara Wilde'a. W roli tytułowej wystąpił Stephen Fry.
Film wzbudził kontrowersje z powodu szczerości, z jaką opowiada o homoseksualizmie Wilde’a i z jaką pokazuje sceny miłosne.

## Fabuła
Akcja filmu rozpoczyna się w 1882 roku, w czasie wizyty Oscara Wilde’a w Leadville w stanie Kolorado, gdy podróżował z wykładami po Stanach Zjednoczonych. Film opowiada o jego małżeństwie, inteligentnym dowcipie, homoseksualizmie i popularności oraz przedstawia upadek Wilde’a spowodowany przez śledztwo w sprawie „nieprzyzwoitości” i pobyt w więzieniu.

## Produkcja
Zdjęcia do filmu kręcono w Anglii i Hiszpanii. Lokalizacje:
- Londyn (m.in. Somerset House, Palace Theatre, Richmond Theatre, Addle Hill);
- Luton (Luton Hoo);
- Oksford (Magdalen College, więzienie);
- Dorset (Durdle Door, molo w Swanage);
- Hampshire (Houghton Lodge);
- Hertfordshire (Knebworth House);
- Alicante (pustynia "grająca" Leadville w stanie Kolorado)
- Grenada (włoski cmentarz, francuska kawiarnia uliczna)[1][2].

## Obsada
- Stephen Fry jako Oscar Wilde
- Jude Law jako lord Alfred Douglas, kochanek Oscara
- Vanessa Redgrave jako Jane Wilde, matka Oscara
- Jennifer Ehle jako Constance Lloyd Wilde, żona Oscara
- Tom Wilkinson jako John Sholto Douglas, markiz Queensberry
- Michael Sheen jako Robbie Ross
- Ioan Gruffudd jako John Gray
- Gemma Jones jako lady Queensberry
- Judy Parfitt jako Lady Mount-Temple
- Zoë Wanamaker jako Ada Leverson "Sfinks"

## Nagrody
- Stephen Fry otrzymał Golden Space Needle Award dla Najlepszego Aktora
- Maria Djurkovic otrzymała Evening Standard British Film Award za Najlepsze Techniczne/Artystyczne Osiągnięcie (Best Technical/Artistic Achievement)
- Jude Law otrzymał Evening Standard British Film Award za Najbardziej Obiecujący Debiut (Most Promising Newcomer)
- Muzyka skomponowana przez Debbie Wiseman otrzymała nagrodę Ivor Novello Award